# نورمن آلدن
نورمن آلدن (انگلیسی: Norman Alden؛ ۱۳ سپتامبر ۱۹۲۴ – ۲۷ ژوئیهٔ ۲۰۱۲) یک هنرپیشه، و صدا پیشه اهل ایالات متحده آمریکا بود. وی بین سال‌های ۱۹۵۷ تا ۲۰۰۶ میلادی فعالیت می‌کرد.
از فیلم‌ها یا برنامه‌های تلویزیونی که وی در آن نقش داشته است می‌توان به بازگشت به آینده، شمشیر در سنگ، بمب‌افکن کانزاس‌سیتی، اوقات خوش و فریب‌خورده اشاره کرد.

## مرگ
آلدن به مرگ طبیعی در لس آنجلس درگذشت. 